# Манипурская кустарниковая крыса
Манипурская кустарниковая крыса (лат. Hadromys humei) — вид грызунов из подсемейства мышиных. Эндемик северо-восточной Индии, рассматривается Международным союзом охраны природы как вымирающий вид.

## Систематика
Вид описан в 1886 году Олдфилдом Томасом как Mus humei. Видовое имя дано в честь Аллана Октавиана Юма, британского орнитолога, теософа и поэта. Начиная с 1911 года включается в род Hadromys.

## Внешний вид
Длина тела взрослого самца от кончика морды до основания хвоста 92—140 мм (в среднем 123,5 мм), длина хвоста от 121 до 135 мм. Хвост по данным 1950 года в среднем примерно на 10 % длиннее остального тела (в более раннем источнике сообщалось, что хвост короче тела с головой). Анальное отверстие расположено на выпуклом бугорке высотой примерно 4 мм у основания хвоста. Мех мягкий, без щетины, хвост более мохнатый, чем у мышей, без заострения на конце. Череп сверху выпуклый, глаза маленькие, примерно 4,5 мм в ширину и 2,8 в высоту. Уши умеренных размеров, закруглённые, покрыты редким мехом. Ступни сверху необычно волосатые, на подошвах передних лап 5 бугорков, на задних 6. Средняя длина задней ступни 25,5 мм, уха 17,3 мм. Мощные верхние резцы загнуты назад, моляры широкие, 2-й и 3-й моляры одинаковой длины.
Шерсть на верхней части тела пёстро-бурая; на спине большинство шерстинок серо-жёлтые на конце, но перемежаются более длинными, полностью окрашенными в чёрный цвет. Передняя часть тела сероватая, крестец и шерсть между бёдрами тёмно-рыжие. На нижней половине тела в 1891 году шерсть описывалась как красно-рыжая или желтоватая, в 1950 году как грязно-белая, местами бежевая. Подшёрсток по всему телу свинцово-серый. Лапы и кожа хвоста бурые, короткий мех на хвосте чёрный сверху и белый снизу. Подошвы передних лап грязно-розового цвета, задних тёмные, дымчато-розовые. Уши дымчато-розовые.
Окрасом и формой черепа Hadromys humei напоминает индийскую крысу (Golunda elloitti).

## Образ жизни, распространение и охранный статус
Ведёт ночной образ жизни, живёт в самостоятельно вырытых норах. Обитает на высотах от 900 до 1300 м над уровнем моря в тропических влажных лиственных лесах, в том числе вторичных. Обычно встречается в дубовых рощах.
Эндемик северо-восточной Индии, где известен только по трём локациям в округах Камруп (штат Ассам), Вишнупур и Сенапати (штат Манипур), при этом ни одна из известных локаций не находится на охраняемых природных территориях. Общая площадь территории, на которой сообщалось о встречах с живыми представителями вида, менее 5000 км², в том числе непосредственная территория обитания, по-видимому, менее 500 км². 
Ареал вида ограничен северо-востоком Индии, однако в среднем плейстоцене произошло его расширение, что подтверждается в 10 ископаемых местонахождениях в Таиланде. Вид распространился на юг, что было связано с тем, что плейстоценовый ледниковый период затронул Юго-Восточную Азию. На основании изотопных данных по океанам авторы исследования предполагают, что в среднем плейстоцене преобладали ледниковые периоды, которые прерывались короткими межледниковыми периодами. Во время этих ледниковых периодов происходило падение уровня моря на 140 м, в результате чего все современные острова соединялись с материковой частью Юго-Восточной Азии и составляли большой континентальный массив суши под названием Сундаланд. Центральная часть этого массива находилась достаточно далеко от области восточных и западных муссонных дождей и с течением времени на ней образовывались участки саванны. Северные растения распространялись на юг. Вид Hadromys humei показывает, что пасущиеся виды грызунов также расширили свой ареал на юг, вслед за изменениями в распространении растений. Ископаемые остатки показывают, что в среднем плейстоцене (около 137 тыс. лет назад) Hadromys humei был в частности распространён на территории современного Таиланда и, вероятно, в других районах Индо-Малайской области, которую в то время отличал более сухой и прохладный климат, чем в современности. В свете сильного сокращения ареала современная популяция вида может считаться реликтовой.
Ввиду сужения и фрагментации ареала в совокупности с отсутствием надёжных данных о численности Международный союз охраны природы рассматривает манипурскую кустарниковую крысу как вымирающий вид.